# هشت‌بهشت (معماری)

نقشه ی همکف تاج محل که هشت اتاق به دور فضای مرکزی مشخص است.

هشت بهشت نوعی نقشه در معماری ایرانی و معماری گورکانی است که هشت اتاق بر دور یک فضای مرکزی جای می‌گیرند.
از معروف‌ترین نمونه‌های آن طربخانه مربوط به دورهٔ تیموری در هرات، تاج محل مربوط به گورکانیان هند در آگره و کاخ هشت‌بهشت صفوی در اصفهان هستند.